# 秋田市立旭南小学校
秋田市立旭南小学校（あきたしりつ きょくなんしょうがっこう）は、秋田県秋田市旭南にある公立小学校。学校区は、秋田市中央部、おおむね、旭川北岸、秋田運河東岸、猿田川西岸地域である。  

## 概要
1884年創立の伝統校。主要河川の合流点に位置している、旭南、川元、茨島、卸町などを学区とする。ほとんどの生徒が、秋田市立秋田南中学校（おおむね秋田県道56号秋田天王線より東側）、秋田市立山王中学校（おおむね秋田県道56号秋田天王線より西側）に進学する。
- 敷地面積：2 0 ,6 7 0m2
- 校舎面積：6 ,0 2 5m2
- 屋内運動場面積：1 ,2 2 9m2
- 屋外運動場面積: 9 ,1 8 9m2

## 教育目標
- 光と恵みと力の旭南～「旭南行動人」の実現を目指して～
  - 夢や目標に向かって最後まで頑張る子ども
  - 疑問を抱き、自らの考えを表現する子ども
  - 進んで挨拶をする子ども
  - 相手を思いやることができる子ども
  - 友達と力を合わせ、変化に対応する子ども
  - 進んで心と体の健康づくりに励む子ども
  - 学んだことを生かしたり役立てたりする子ども

## 沿革
以下、注釈の無い項目は秋田市の公式サイトの情報によるもの。
- 1872年　学制発布によって、寺町、久成、田中、遐迩、及三省、菊町、河陽、室閭、仁恵等数校創設される
- 1884年　上記の数校が合併して、旭南、旭北の2校となる
- 1909年　旭南小と旭北小の2校に分かれ、校舎位置を現在地に指定される
- 1911年　新校舎落成式
- 1947年　秋田市立旭南小学校と改称し、高等科は秋田市立成和中学校に編入される
- 1954年　茨島地区、学区に編入される
- 2010年　創立100周年記念式典・学習発表会、記念祝賀会
- 2020年 創立110年航空写真撮影

## 校章
- 校章のページを参照。
- 「真・善・美」を表す3本の剣と、前身である旭小学校から桜花を頂きデザイン化したものである。

## 校歌
- 校歌のページを参照。
- 作詞　府金和子、作曲　小野崎晋三

## 部活動
- 竿燈部

## スポーツ少年団
- サッカー
- 野球
- バスケットボール男女
- バレーボール男女

## 主な進学先
- 秋田市立秋田南中学校
- 秋田市立山王中学校

## 最寄駅
- 秋田駅

## アクセス
- 秋田中央交通　新屋線等　旭南小学校前下車

## 著名出身者
- 椎名恵 (パーソナリティ)
- 鈴木健児 (サッカー選手)

## 学区内周辺

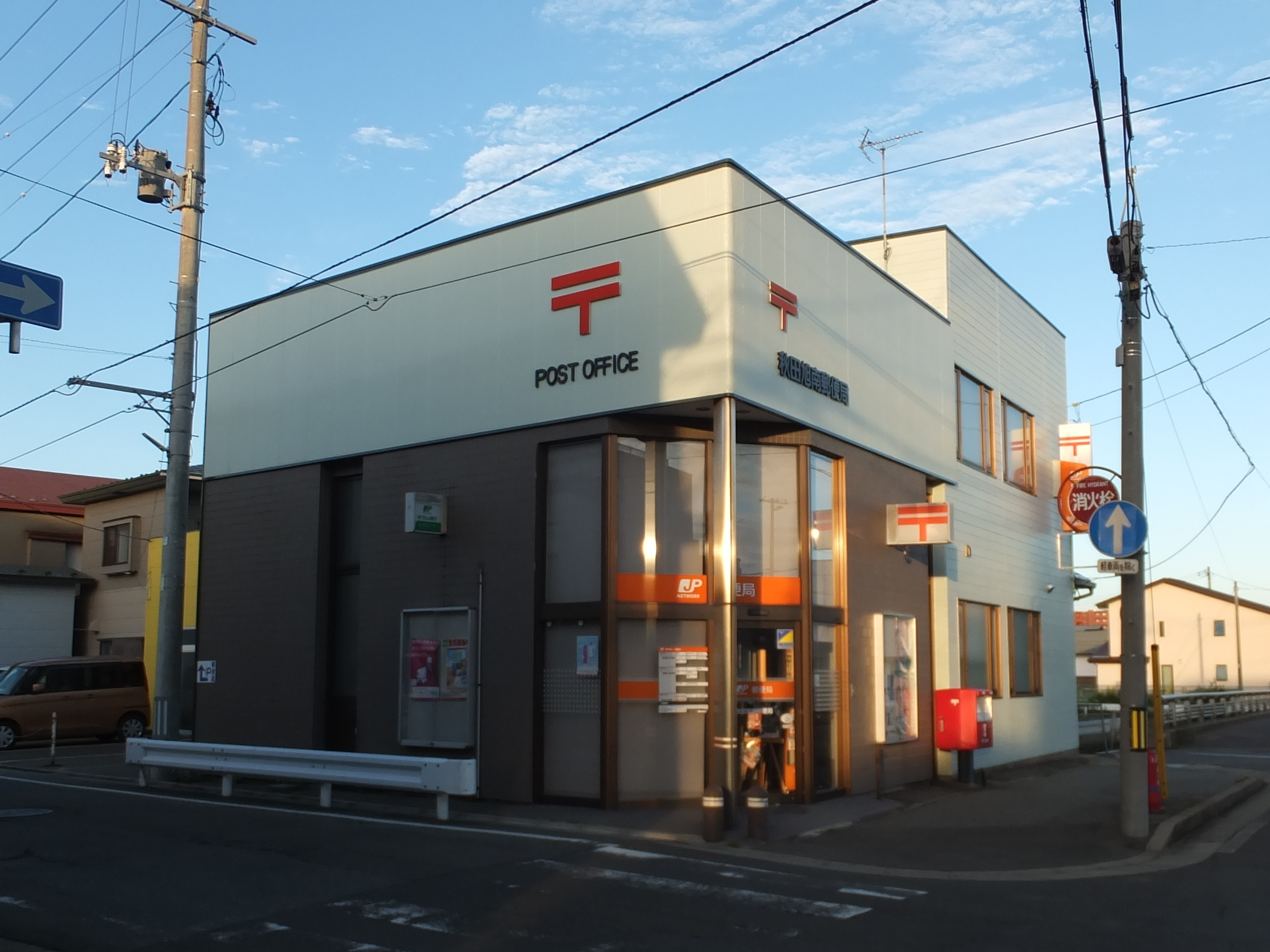
秋田旭南郵便局
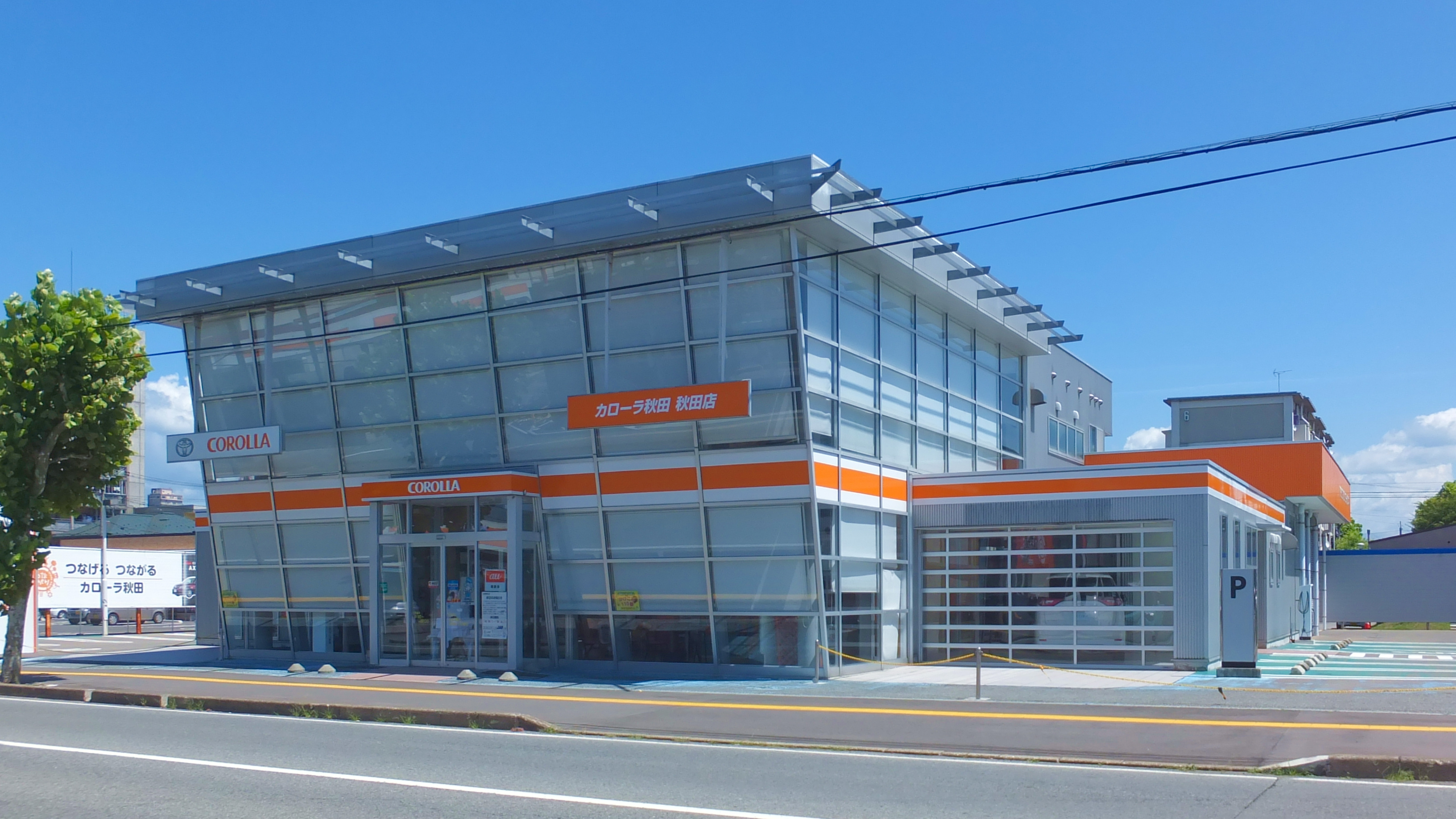
カローラ秋田 秋田店
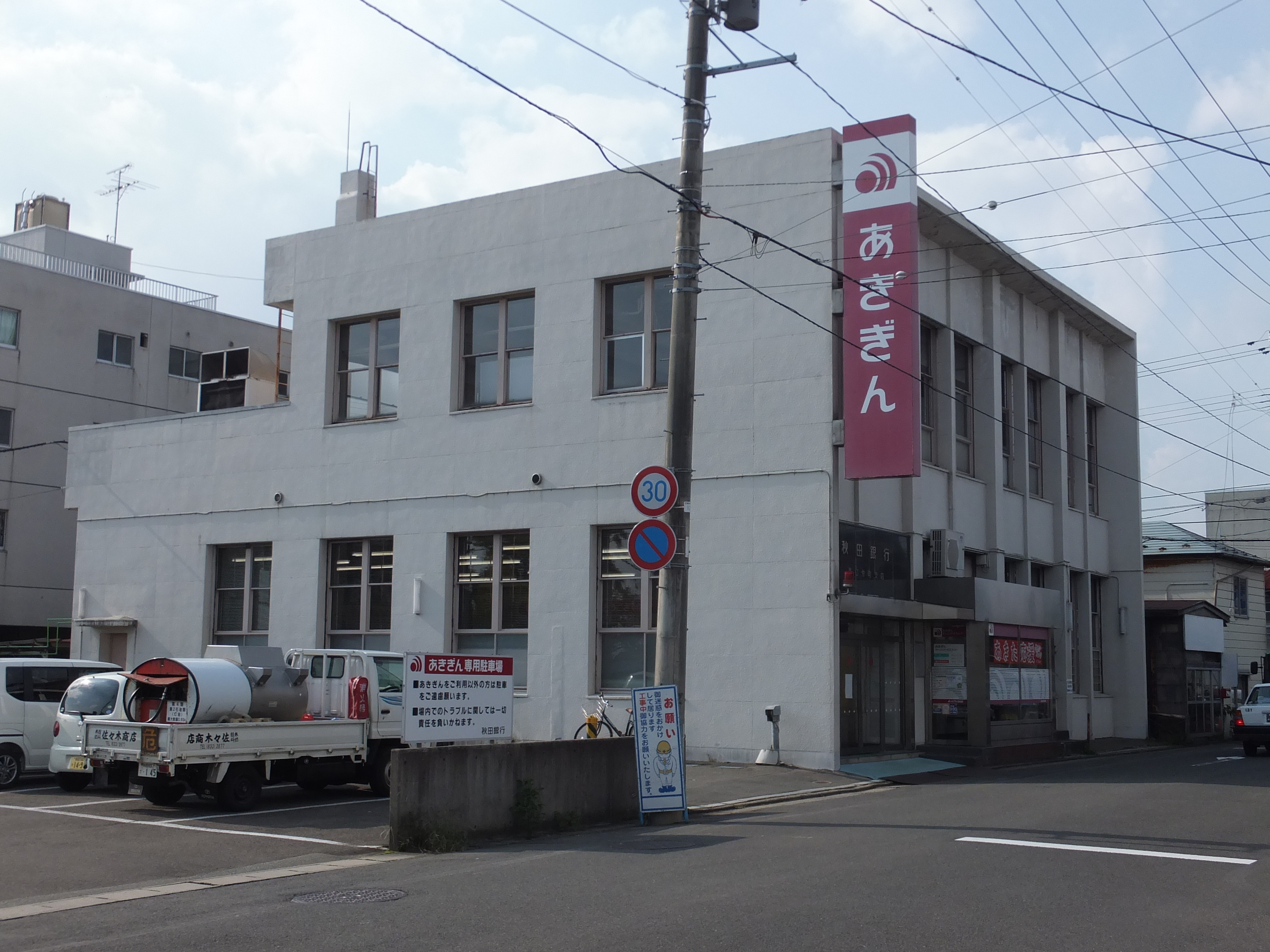
秋田銀行馬口労町支店
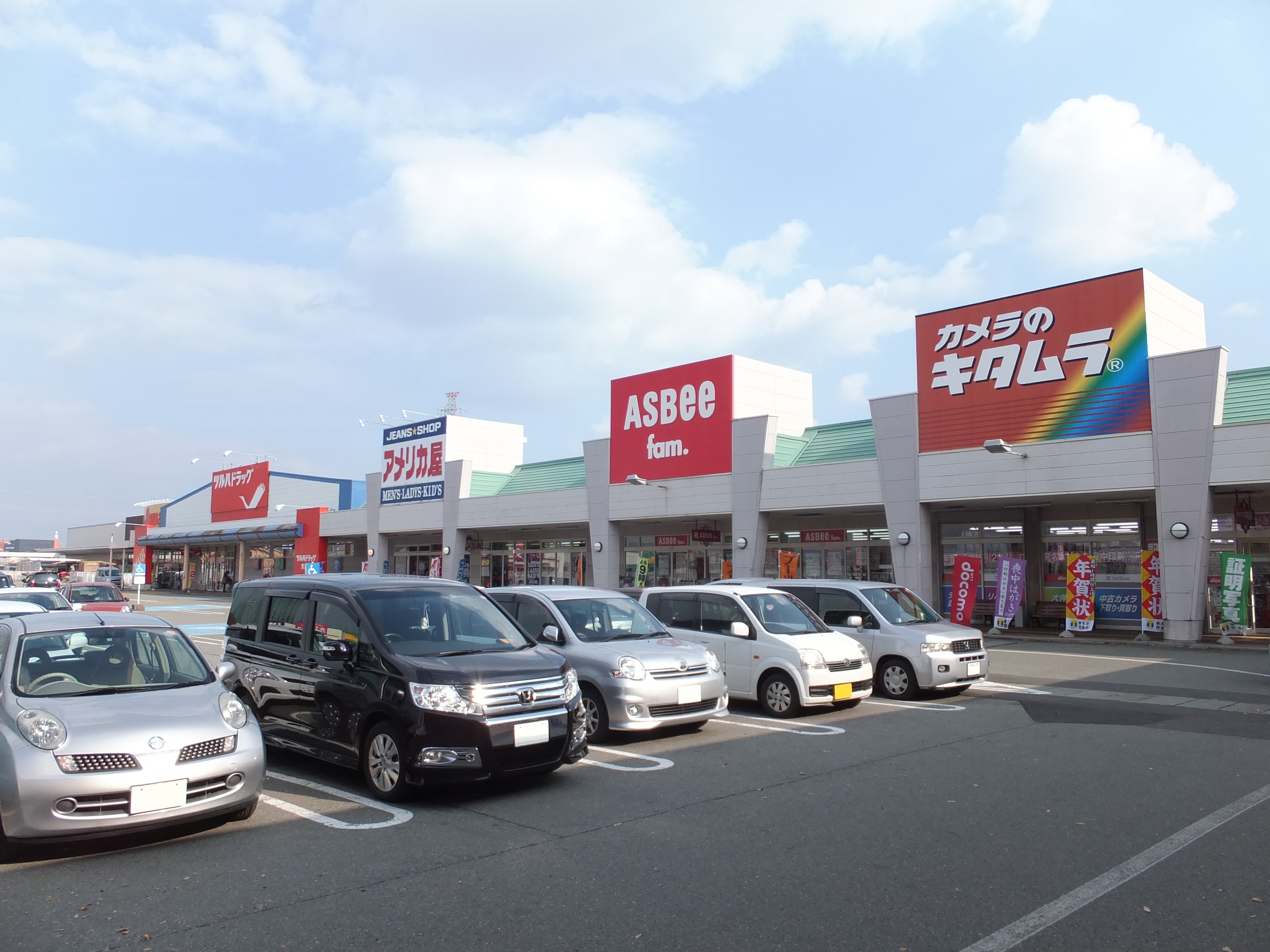
イオンタウン茨島パワーセンター
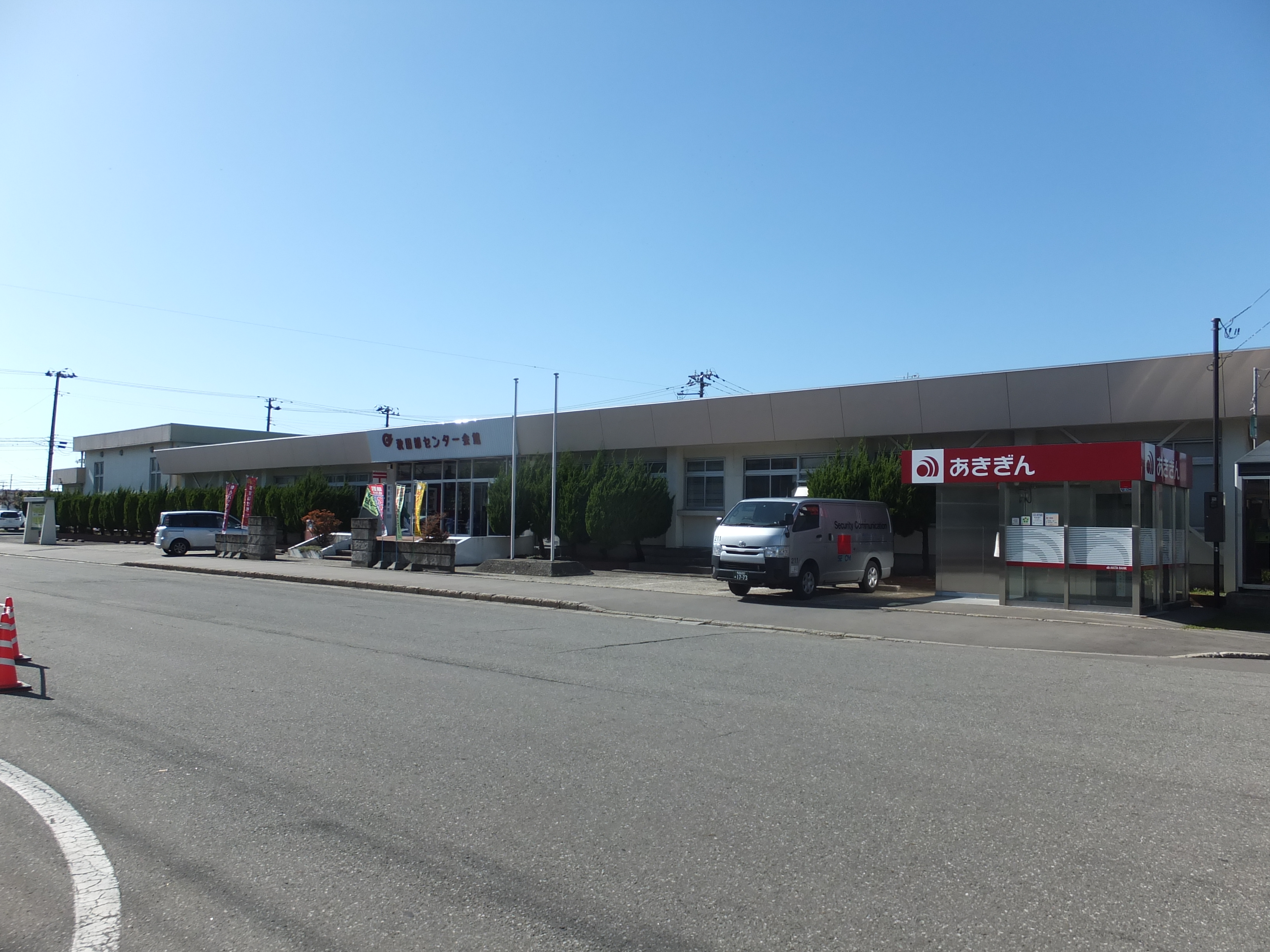
秋田卸センター